# 夏大儒
夏大儒（？—？），號酉瞻，南直隶滁州来安县官籍。明朝政治人物。

## 生平
天啓元年（1621年）辛酉科應天鄉試舉人，天啓二年（1622年）聯捷壬戌科進士。父夏维藩，字邦价，岁贡生，任杭州府训导，于贫士多所周恤。乡人慕西湖往游，典衣以供，欢然不厌。升原武教谕，卒。大儒幼随父任，刻苦读书。成进士后，以母老不仕。墓在县南四十里马场西。